# 富平县
富平县是中华人民共和国陕西省渭南市下辖的县。位于陕西中部，渭河平原北部。面积1233平方公里，2006年人口76万，为陕西省人口最多的的行政县之一，县人民政府驻城关街道人民路。区域总面积为1,245.99平方公里。

## 历史
秦厉共公二十一年（前456年）始在频山以南设置频阳县治（故址在今美原镇古城村一带）。
金太宗天会九年（1131年），即宋金两军“富平之役”后，金人以富平、美原二县赐齐（金人立刘豫为齐帝，建都大名）。
明清時富平縣隸西安府。
中华人民共和国成立后，1950年5月，富平归属咸阳专区。1953年初，改属渭南区专员公署。1958年12月，富平县并入铜川市，县下属各区、乡全部撤裁，建立富平、庄里、流曲、美原、刘集等5个人民公社。1961年8月，富平县从铜川市划出，恢复富平县治，隶属渭南地区。1970年5月，富平县委、县政府由窑桥寨迁至城区人民路北端。1994年12月，渭南地区改为渭南市，隶属不变。1995年，富平县属渭南市至今。

## 人口
2020年末，根据渭南市第七次全国人口普查公报显示：富平县常住人口为642452人，男性人口占比50.12%，女性人口占比49.88%，年龄结构中0-14岁占比17.36%，15-59岁占比58.96%，60岁以上占比23.68%，65岁以上占比16.42%。

## 行政区划
富平县下辖1个街道办事处、14个镇：
城关街道、庄里镇、张桥镇、美原镇、流曲镇、淡村镇、留古镇、老庙镇、薛镇、到贤镇、曹村镇、宫里镇、梅家坪镇、刘集镇和齐村镇。

## 交通
富平境内有西禹高速公路和咸铜铁路、西延铁路通过，西铜高速，108国道，210国道穿境而过。

## 资源
富平山羊奶、石灰石、大理石储量丰富。富平是渭北高原上最大商品粮生产基地，盛产苹果。

## 古迹
有唐獻陵陪葬区、定陵、元陵、丰陵、章陵、簡陵、法源寺塔等古迹。唐代帝陵详见唐十八陵。

## 名人
- 王贲
- 王翦
- 張安世
- 孙丕扬
- 杨爵
- 胡景翼
- 习仲勋
- 习近平
- 习远平

## 特产
富平柿饼、富平甜瓜、富平墨玉（泥晶灰岩）：中国地理标志产品。